# Ashley Chesters
Ashley Chesters (Shropshire, 25 augustus 1989) is een Engelse golfer die in 2013 en 2014 het Internationaal Europees Amateurkampioenschap won.
Chesters is lid van de Hawkstone Park Golf Club en speelt voor het Engelse nationale team. 

## Amateur
In 2010 werd hij 2de bij het Welsh Open Youths en het North of England Open Youths. In 2013 won Chesters het Europees Amateur, dat gespeeld werd op de Real Club de Golf El Prat in Spanje. In 2014 eindigde hij op de tweede plaats bij de Brabazon Trophy en was hij de eerste amateur die voor de tweede keer het Europees Amateur won. Het werd gespeeld op The Duke's course van St Andrews. Door deze overwinningen mocht hij aan het Brits Open in 2014 en 2015 meedoen. In 2014 startte hij met een ronde van 70 maar miste de cut met één slag. Hij ging naar de Tourschool op de Lumine Golf Club maar kwalificeerde zich niet voor de Europese Tour. In 2015 speelde hij weer het Open, waarbij zijn jeugdvriend Ricky Pharo zijn caddie is. Hij eindigde op een gedeeld 12de plaats en als tweede amateur achter Jordan Niebrugge. Op 12 en13 september speelde hij de Walker Cup, die ruim door zijn team gewonnen werd. Daarna stond hij nummer 7 op de wereldranglijst (WAGR).

## Professional
Na de Walker Cup in 2015 werd Chesters professional. In 2016 speelde hij op de Challenge Tour. Op de European Tour Qualifying School won Chesters de 17e tourcard, waardoor hij in 2017 op de European Tour mocht spelen.

## Gewonnen als amateur
Onder meer:
- 2005: Shropshire & Herefordshire Junior Matchplay
- 2010: Shropshire & Herefordshire’s Foursomes met Ricky Pharo
- 2011: Lee Westwood Trophy
- 2013: Europees Amateur
- 2014: Europees Amateur, Engelse Order of Merit

### Teams
- St Andrews Trophy: 2014 (winnaars)
- Eisenhower Trophy: 2014
- Bonallack Trophy: 2014
- Walker Cup: 2015 (winnaars)